# Stanisław Wajda (burmistrz)
Stanisław Wajda (ur. 21 listopada 1898, zm. 22 września 1941 w ZSRR) – polski oficer,  inżynier, burmistrz Sambora.

## Życiorys
Po zakończeniu I wojny światowej i odzyskaniu przez Polskę niepodległości został przyjęty do Wojska Polskiego. Został awansowany na stopień podporucznika rezerwy łączności ze starszeństwem z dniem 1 czerwca 1919 . W 1923, 1924 był oficerem rezerwowym 2 Pułku Łączności. W 1934 był podporucznikiem rezerwy 6 Batalionu Telegraficznego i pozostawał wówczas w ewidencji Powiatowej Komendy Uzupełnień Sambor.
Uzyskał tytuł inżyniera. W latach 30. był burmistrzem Sambora.
Działał w Komunalnej Kasy Oszczędności w Samborze, w której był członkiem zarządu (1934), prezesem rady nadzorczej (1936, 1938). We wrześniu 1933 jako członek zarządu Komunalnej Kasy Oszczędności w Samborze był delegatem na międzynarodowy I Kongres Komunalnych Kas Oszczędności, zorganizowany w Krakowie. W połowie 1935 został mianowany członkiem Okręgowej Komisji Wyborczej nr 76 w Samborze przed wyborami parlamentarnymi w 1935.
Po wybuchu II wojny światowej zaginął, według jednej relacji zmarł 22 września 1941 w szpitalu kol. Usztaba, Ałma-Ata, na obszarze ZSRR.